# Royal Rota
 (janvier 2020).
Le contenu est difficilement compréhensible vu les erreurs de traduction, qui sont peut-être dues à l'utilisation d'un logiciel de traduction automatique.
 (janvier 2020).
La mise en forme du texte ne suit pas les recommandations de Wikipédia : il faut le « wikifier ».
Les points d'amélioration suivants sont les cas les plus fréquents. Le détail des points à revoir est peut-être précisé sur la page de discussion.
- Les titres sont pré-formatés par le logiciel. Ils ne sont ni en capitales, ni en gras.
- Le texte ne doit pas être écrit en capitales (les noms de famille non plus), ni en gras, ni en italique, ni en « petit »…
- Le gras n'est utilisé que pour surligner le titre de l'article dans l'introduction, une seule fois.
- L'italique est rarement utilisé : mots en langue étrangère, titres d'œuvres, noms de bateaux, etc.
- Les citations ne sont pas en italique mais en corps de texte normal. Elles sont entourées par des guillemets français : « et ».
- Les listes à puces sont à éviter, des paragraphes rédigés étant largement préférés. Les tableaux sont à réserver à la présentation de données structurées (résultats, etc.).
- Les appels de note de bas de page (petits chiffres en exposant, introduits par l'outil «  Source ») sont à placer entre la fin de phrase et le point final[comme ça].
- Les liens internes (vers d'autres articles de Wikipédia) sont à choisir avec parcimonie. Créez des liens vers des articles approfondissant le sujet. Les termes génériques sans rapport avec le sujet sont à éviter, ainsi que les répétitions de liens vers un même terme.
- Les liens externes sont à placer uniquement dans une section « Liens externes », à la fin de l'article. Ces liens sont à choisir avec parcimonie suivant les règles définies. Si un lien sert de source à l'article, son insertion dans le texte est à faire par les notes de bas de page.
- La présentation des références doit suivre les conventions bibliographiques. Il est recommandé d'utiliser les modèles {{Ouvrage}}, {{Chapitre}}, {{Article}}, {{Lien web}} et/ou {{Bibliographie}}. Le mode d'édition visuel peut mettre en forme automatiquement les références.
- Insérer une infobox (cadre d'informations à droite) n'est pas obligatoire pour parachever la mise en page.

Pour une aide détaillée, merci de consulter Aide:Wikification.
Si vous pensez que ces points ont été résolus, vous pouvez retirer ce bandeau et améliorer la mise en forme d'un autre article.
La Royal Rota ou « rotation royale » en français, est un système d'accréditation exclusif, organisé par la News Media Association, dont l'objectif est de couvrir tous les événements liés à la monarchie britannique, qu'il s'agisse d'activités au Royaume-Uni ou à l'étranger. 
Ce système, créé il y a 40 ans, fournit gratuitement du matériel (documents audios, photographies et enregistrements vidéo) aux médias de la presse écrite et de la radiodiffusion britanniques qui n'ont pas accès aux événements royaux.  L'idée de ce système est que seul un petit nombre de journalistes assistent aux activités de la royauté, afin de ne pas interférer avec les activités royales, ni avec les dispositifs de sécurité, tout en assurant une couverture complète,. 

## Présence aux événements royaux
Sur son site officiel, la News Media Association indique que cette organisation, la Royal Rota, a été mise en place pour les raisons suivantes : « En raison des espaces réduits et des mesures de sécurité, il est rarement possible d'autoriser tous les médias qui souhaitent couvrir un événement royal, en leur assurant le même accès à l'événement. Par conséquent, un système de rotation ou de regroupement a dû être mis en place, permettant aux représentants de chaque secteur des médias concernés de couvrir un événement, étant entendu qu'ils partageront ensuite l'ensemble du matériel obtenu avec les collègues qui en font la demande. » Ce matériel doit être remis gratuitement aux médias non présents. La News Media Association a mis en ligne sur diverses plateformes numériques, sous le nom de "Royal Rota", de nombreux podcasts et archives télévisées. 
La majorité des journaux au Royaume-Uni sont liés à la News Media Association, mais l'organisation Royal Rota ne convoque que les titres de grand tirage, de sorte que dans les dèlegations officielles on retrouve à la fois des journalistes issus de la presse d'information, dite sérieuse, ainsi que des journalistes des titres tabloïdes de la presse people.

## Controverse

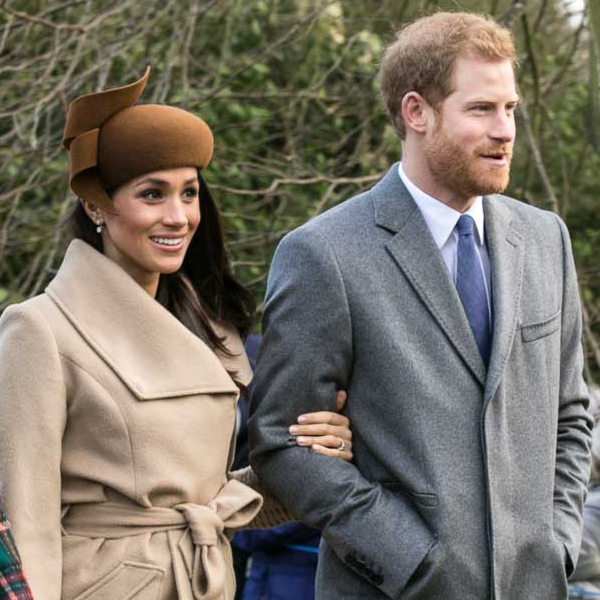
Meghan Markle et Prince Harry le 25 décembre 2017.

La question de la Royal Rota, et en particulier la présence permanente de journalistes auprès des membres de la famille royale, est devenu un sujet d'actualité, à la suite de l'annonce d'Henry de Sussex (mieux connu sous le nom de Prince Harry) et de son épouse Meghan, qui ont publié, le 8 janvier 2020, un message commun dans lequel tous les deux expriment leur intention de s'éloigner des activités officielles de la monarchie britannique, notamment en prenant leurs distances avec l'ensemble des délégations de journalistes,,,,,. 
Fait sans précédent, Harry et Meghan ont transmis l'annonce de leur décision depuis leur site web personnel. En plus de l'information concernant leur éloignement de la monarchie, et précisant qu'ils vivront avec leur fils, Archie entre l'Amérique du Nord et le Royaume-Uni, le site personnel des ducs détaille leurs objections au fonctionnement de l'organisation Royal Rota, sous le titre «MEDIA».
En réalité, Harry et Meghan n'ont pas manqué les occasions de souligner l'étrange circonstance par laquelle, compte tenu de la conformation actuelle de la Royal Rota, pas moins de 4 des 7 médias qui suivent le couple, sont des représentants de la presse people. Ainsi, dans leur déclaration, les ducs mentionnent qu'ils préféreraient travailler avec d'autres médias, comme le magazine National Geographic. 

### Contenu exclusif

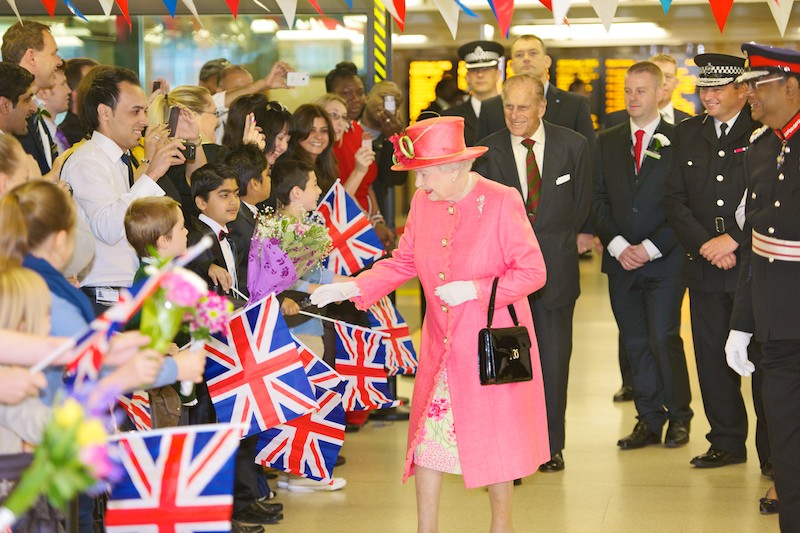
La reine Elizabeth II, accompagnée de Philip, duc d'Édimbourg, à Birmingham (Diamond Jubilee tour 2012).

Dans la pratique, la Royal Rota a fonctionné comme une sorte d'élite journalistique contre laquelle le couple s'est rebellé, selon le magazine journalistique Columbia Journalism Review: « Harry et Meghan ne se séparent pas tellement de leur famille, ils se séparent de la presse britannique ». D'une manière ou d'une autre, ces quelques journalistes qui voyagent dans des avions et des véhicules officiels à travers le monde, représentent une façon de faire du journalisme qui pourrait désormais être en danger. En effet, le couple a annoncé qu'à partir du printemps 2020, pour communiquer ils utiliseront les réseaux sociaux, auparavant non autorisés par le système d'exclusivité de la Royal Rota, qui ne permet pas à la famille royale de diffuser des photographies d'événements royaux en dehors de cette organisation. La mise en œuvre de cette forme de communication est déjà opérationnelle, et les ducs ont déjà commencé à publier des informations et des images de leurs activités caritatives, à partir du Canada,. 

### Les réactions
Cependant, les tabloïds sensationnalistes britanniques, cuirassés au sein de la Royal Rota, ont laissé exploser des réactions virulentes, face à la décision du Prince Harry et de Meghan Markle de mettre fin au statu quo. Du coup, toutes sortes d'arguments ont immédiatement surgi contre la duchesse de Sussex, parlant même d'un "Megxit", dirigeant toutes les batteries journalistiques contre la personne de Megan Merkle. Certaines attaques publiques ont atteint un tel niveau de ressentiment et de mépris que les citoyens britanniques ont réagi négativement contre ces médias. Ainsi, un lecteur a tweeté: "Je ne m'attendais pas à ce que Meghan Markle remplace l'Iran comme le plus grand méchant d'Occident dans une marge de 24 heures". 
Il y a ceux qui jugent compréhensible que le couple veuille échapper au contrôle rigoureux des médias britanniques, en particulier avec Meghan, mais en même temps, ils suggèrent que les médias britanniques ont été généreux avec les ducs, leur consacrant des couvertures et un traitement  très favorable, comme c'était le cas pour leur mariage. Et ils se souviennent également que la Royal Rota  a accepté en 2007, de ne pas révéler que Harry servait dans les forces militaires stationnées en Afghanistan, pour préserver la sécurité du duc.

### Réclamation syndicale
L'organisation Royal Rota ne sera plus convoquée par le couple de ducs de Sussex, qui, selon leurs dires, ne citeront plus que les médias indépendants, sérieux et spécialisés dans les causes humanitaires qu'ils soutiennent. Tout ceci a durement touché « l'écosystème » de la presse à sensation. Face à cette situation inhabituelle, le National Union of Journalists (NUJ) a publié une déclaration de protestation énergique, aspirant à continuer à travailler de manière traditionnelle, à la fois avec la royauté et avec le gouvernement britannique, alors que le Premier ministre Boris Johnson en profitait ces jours-ci pour prendre ses distances lui aussi avec la presse,,. 
Cependant, le National Union of Journalists of the United Kingdom, en plus de "faire part de ses inquiétudes" concernant les nouveaux plans des ducs de Sussex, prévient : « Le système de rotation n'est certes pas parfait, mais il permet aux médias du Royaume-Uni de couvrir la famille royale britannique, une institution financée avec des fonds publics. Nous ne pouvons accepter une situation dans laquelle les journalistes qui écrivent sur le duc et la duchesse de Sussex ne peuvent le faire que s'ils ont le sceau de l'approbation royale », a déclaré Michelle Stanistreet, secrétaire générale du NUJ. 
Malgré tout, certains ont compris que ce que Henry de Sussex et sa femme Meghan Markle ont finalement réalisé, c'est de « devenir indépendant des tabloïds britanniques ».

## Groupe central
Actuellement, le noyau dur de Royal Rota est composé de journaux: Daily Express, Daily Mail, Daily Mirror, Evening Standard, The Daily Telegraph, The Times et The Sun.

## Autres activités
La Royal Rota organise également des événements spéciaux pour ses membres, tels que le concours annuel de photographie, auquel le public participe, en votant pour les images qu'il a trouvées les plus intéressantes. La Royal Rota dispose également d'un système d'accréditation de presse pour les professionnels et les journalistes, photographes et reporters indépendants, reconnus par la police britannique et le ministère britannique de la Justice. La Royal Rota possède également un registre des agences de presse, et offre une application de differénts services à ses partenaires. 